# Буарки ди Оланда, Сержиу
Сержиу Буарки ди Оланда (порт. Sérgio Buarque de Holanda; 11 июля 1902, Сан-Паулу — 24 апреля 1982, там же) — бразильский писатель, журналист, социолог, историк и общественный деятель.
Его главной книгой считается раннее произведение «Корни Бразилии» (Raízes do Brasil), ставшее знаковым для бразильской социологии благодаря авторской концепции «сердечного человека» как ядра бразильской идентичности. Помимо Бразилии, преподавал в Италии, США и Чили.
Политически прошёл эволюцию от одного из идеологов местной разновидности фашизма — бразильского интегрализма — до оппонента правых диктатур и одного из основателей левой Партии трудящихся.
Его сын, Шику Буарки ди Оланда, стал известным автором-исполнителем и литератором, а дочь Миуша — эстрадной певицей.

## Биография
Сержиу Буарки ди Оланда родился 11 июля 1902 года в Сан-Паулу. В возрасте девятнадцати лет он переехал со своей семьей в Рио-де-Жанейро. В следующем году он вернулся в Сан-Паулу для участия в Неделе современного искусства, а затем однофамильцами Мариу и Освалдом де Андраде отправлен назад в Рио-де-Жанейро в качестве представителя журнала «Klaxon».
В 1925 году получил степень бакалавра права в Бразильском университете. В 1926 году перебрался в Кашуэйру-ди-Итапемирин в Эспириту-Санту по приглашению редактора газеты «O Progresso». В том же году выступил соучредителем журнала «Estética».
Вернувшись в Рио-де-Жанейро в 1927 году, начал работать обозревателем издания «Jornal do Brasil» и сотрудником агентства United Press. Четыре года спустя он отправился в Европу в качестве корреспондента «Diários Associados» и поселился в Берлине, где встретил правого историка Фридриха Майнеке. Он также сотрудничал с журналом «Conselho do Comércio Brasileiro de Hamburgo».
Даже отсутствуя в стране, своими предыдущими работами «Лицо Бразилии» (1928) и «Общая политика Бразилии» (1930) способствовал складыванию идейной платформы профашистской партии Бразильское интегралистское действие, основанной в 1932 году (и запрещённой в 1937). Его призыв «от спячки к тотальному обновлению» стал одним из лозунгов интегралистов.
В 1936 году, возвратившись в Бразилию, он устроился в Университет Федерального округа в качестве ассистента-преподавателя французского учёного Анри Хаузера на кафедре новой и новейшей истории. Он также преподавал сравнительное литературоведение в качестве помощника профессора Трушона.
В 1936 году Буарки ди Оланда опубликовал свою книгу «Корни Бразилии» («Истоки Бразилии»), которую многие считают одним из важнейших произведений в бразильской интеллектуальной истории. В этой книге, противопоставляющей бразильского «сердечного человека» североамериканскому прагматизму, автор выступает как представитель биологической школы бразильской историографии, ученик и последователь консервативно-реакционных историков Жуан ди Абреу Капистрану и Афонсу Тауная.
В 1939 году, когда Университет Федерального округа был закрыт, поэт и журналист Аугусто Мейер пригласил Сержиу Буарки ди Оланду стать директором издательского отделения Национального института книги. В 1941 году посещал Соединенные Штаты по приглашению Государственного департамента.
Три года спустя он стал директором консультационного отдела Национальной библиотеки Бразилии в Рио-де-Жанейро. В 1945 году он участвовал в основании течения «Демократические левые» (предшественник Социалистической партии Бразилии) в Национально-демократическом союзе и отправился в Сан-Паулу для участия в Конгрессе писателей, будучи избран президентом отделения Бразильского союза писателей в федеральном округе.
В 1946 году он переехал в Сан-Паулу, где он заменил своего бывшего профессора А. Тауная на должности директора Музея Паулиста, а в 1947 году стал профессором экономической истории Бразилии в Школе социологии и политики, заменив Мариу Энрики Симонсена.
В послевоенный период Сержиу Буарки ди Оланда много путешествовал по миру: участвовал в работе различных комитетов ЮНЕСКО (в 1949, 1954, 1967 годах), преподавал историю и социологию в университетах ряда стран. Так, в 1949 году он отправился в Париж на три академические конференции в Сорбонне, а в 1952 году с семьёй переехал в Италию, где он оставался в течение двух лет в качестве приглашенного профессора на факультете бразильских исследований Римского университета.
В 1957 году он получил премию Эдгара Кавалейру от Национального института книги за свой труд «Пути и границы» (Caminhos e Fronteiras). В 1958 году занимал кафедру истории бразильской цивилизации на факультете философии, литературы и гуманитарных наук Университета Сан-Паулу, а также защитил диссертацию Visão do Paraíso — os motivos edênicos no descobrimento e na colonização do Brasil .
В 1962 году он стал первым директором Института бразильских исследований Университета Сан-Паулу. С 1963 по 1967 год преподавал в качестве приглашенного профессора в университетах Чили и США и участвовал в культурных миссиях ЮНЕСКО в Перу и Коста-Рике.
В 1969 году он ушел с работы в качестве профессора Университета Сан-Паулу в знак солидарности со своими коллегами, пострадавшими от военной диктатуры, в частности, уволенных её декретом «Институционный акт № 5» (AI-5).
В 1972 году в контексте многотомного проекта «Всеобщая история бразильской цивилизации», запущенного им с несколькими соавторами в 1960 году, опубликовал труд «От империи к республике», который изначально задумывался как простая статья для сборника, но в ходе разросшаяся до самодостаточной монографии по политической истории, рассматривающей кризис Бразильской империи в конце XIX века. Оставаясь интеллектуально активным до 1982 года, автор неоднократно дорабатывал это своё произведение.
Сержиу Буарки ди Оланда, противник военно-диктаторского режима, участвовал в создании в 1979—1980 годах оппозиционной Партии трудящихся, получив членский билет с почётным номером 3 (№ 1 и 2 получили обществоведы и литературные критики Мариу Педроза и Антониу Кандиду). Отмечая роль интеллектуала в учреждении партии, Центру документации и памяти припартийного Фонда Персеу Абраму, созданного в 1996 году, присвоили имя Сержиу Буарки ди Оланды.
В 1980 году получил премию Жука Пату от Союза писателей Бразилии в качестве бразильского интеллектуала года и Литературную премию Жабути от Книжной палаты Бразилии.
Сержиу Буарки ди Оланда скончался в Сан-Паулу 24 апреля 1982 года от лёгочных осложнений.

## Некоторые сочинения

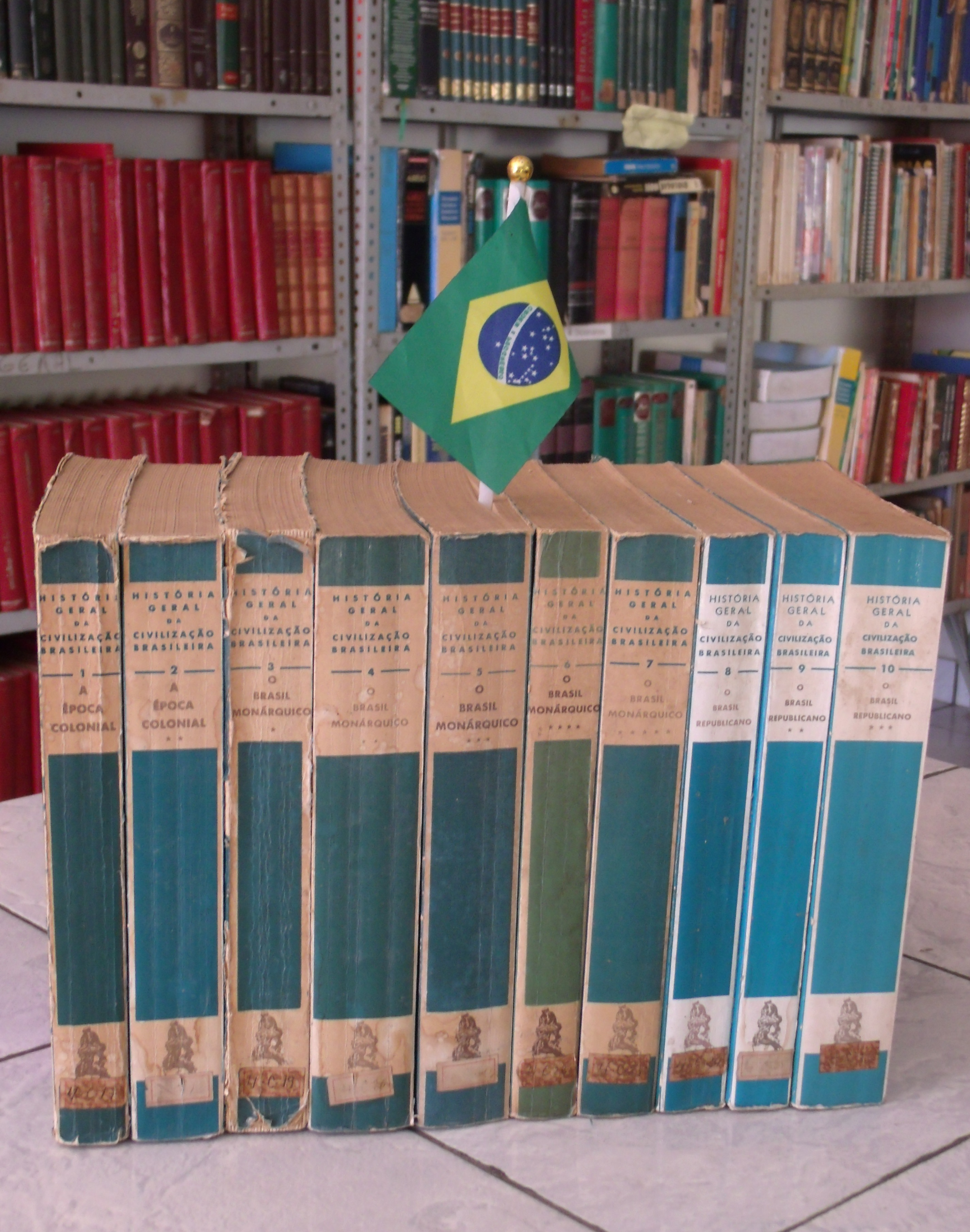
Многотомная «Всеобщая история бразильской цивилизации» (História Geral da Civilização Brasileira)

- Raízes do Brasil. Rio de Janeiro, 1936.
  - Сержіу Буарке ді Оланда. Коріння Бразилії. Переклад з португальської Оксани Вронської. — Львів: Вид-во Анетти Антоненко / Київ: Ніка-центр, 2015. — 240 с. (укр.)
- Cobra de vidro. São Paulo, 1944.
- Monções. Rio de Janeiro, 1945.
- Expansão paulista em fins do século XVI e princípio do século XVII. São Paulo, 1948.
- Caminhos e Fronteiras. Rio de Janeiro, 1957.
- Visão do Paraíso. Os motivos edênicos no descobrimento e colonização do Brasil. São Paulo, 1959.
- História Geral da Civilização Brasileira (em coautoria). 1961.
- Do Império à República. São Paulo, 1972. (História geral da civilização brasileira, tomo II, vol. 5).
- Tentativas de mitologia. São Paulo, 1979.
- Sergio Buarque de Hollanda: História (org. Maria Odila Leite Dias). São Paulo, 1985 (coletânea).
- O extremo Oeste (obra póstuma). São Paulo, 1986.
- Raízes de Sérgio Buarque de Holanda (org. Francisco de Assis Barbosa). Rio de Janeiro, 1988 (coletânea).
- Capítulos de literatura colonial (org. Antonio Candido). São Paulo, 1991 (coletânea).
- O espírito e a letra (org. Antonio Arnoni do Prado), 2 vols. São Paulo, 1996 (coletânea).
- Livro dos prefácios. São Paulo, 1996 (coletânea).
- Para uma nova história (org. Marcos Costa). São Paulo, 2004. (coletânea).
- Escritos coligidos — 1920—1979 (org. Marcos Costa), 2 vols. São Paulo, 2011 (coletânea).